# Marvel's・ウェイストランダーズ
Marvel's・ウェイストランダーズ（Marvel's Wastelanders）は、アメリカ合衆国で2021年6月からポッドキャストで配信されているマーベルのラジオドラマ。日本では2023年6月28日からAmazon.co.jp提供のAudibleで配信されている。

## シリーズ作品
| タイトル                                        | シーズン | エピソード | 初回配信 (アメリカ) | 初回配信 (日本) | 監督                       | 脚本                                              | サウンドデザイン               | 制作会社                            |
| ----------------------------------------------- | -------- | ---------- | ------------------- | --------------- | -------------------------- | ------------------------------------------------- | ------------------------------ | ----------------------------------- |
| Marvel's・ウェイストランダーズ:スターロード     | 1        | 10         | 2021                | 2023年6月28日   | キンバリー・セニョール     | ベンジャミン・パーシー                            | マーク・ヘンリー・フィリップス | マーベル・ニューメディア シリアスXM |
| Marvel's・ウェイストランダーズ:ホークアイ       | 1        | 10         | 2021                | 2023年9月29日   | レイチェル・チャフキン     | J・ホルサム                                       | ワン・ソーサンド・バーズ       | マーベル・ニューメディア シリアスXM |
| Marvel's・ウェイストランダーズ:ブラックウィドウ | 1        | 10         | 2022                | 2023年11月8日   | ティモシー・バスフィード   | アレックス・デライル                              | ダニエル・ブルニール           | マーベル・ニューメディア シリアスXM |
| Marvel's・ウェイストランダーズ:ウルヴァリン     | 1        | 10         | 2022                | 2024年3月13日   | ジェニー・ターナー・ホール | ジェニー・ターナー・ホール                        | マイケル・オッドマーク         | マーベル・ニューメディア シリアスXM |
| Marvel's・ウェイストランダーズ:ドゥーム         | 1        | 10         | 2022                | 2024年9月4日    | ジェイド・キング・キャロル | マーク・ウェイド ジェイムズ・テイ・キム           | マーク・ヘンリー・フィリップス | マーベル・ニューメディア シリアスXM |
| Marvel's ウェイストランダーズ: シーズン6/最終章 | 1        | 10         | 2022年 - 2023年     | 2025年1月22日   | キンバリー・セニョール     | ニック・バーナルドン J・ホルサム マーク・ウェイド | ワン・ソーサンド・バーズ       | マーベル・ニューメディア シリアスXM |

## スターロード

### キャスト
ピーター・クイル / スター・ロード
声 - ティモシー・バスフィールド、日本語吹き替え版 - 古田新太
ロケット・ラクーン
声 - クリス・エリオット、日本語吹き替え版 - 多田野曜平
クレイヴン・ザ・ハンター
声 - パトリック・ページ、日本語吹き替え版 - 綿貫竜之介
エマ・フロスト
声 - ヴァネッサ・ウィリアムズ、日本語吹き替え版 - きそひろこ
レッド・クロッター
声 - ダニー・グローバー、日本語吹き替え版 - 佐々木祐介
コーラー
声 - ネイディーン・マルーフ、日本語吹き替え版 - 青木瑠璃子
ヴィクター・フォン・ドゥーム / ドクター・ドゥーム
声 - ディラン・ベイカー、日本語吹き替え版 - 子安武人
バーンスティーン / コレクター
声 - クインシー・タイラー、日本語吹き替え版 - 中村慈
ラトルスネイク・ピート
声 - アーシフ・マンドヴィ、日本語吹き替え版 - 越後屋コースケ
フランシャイン
声 - アイム・ドゥーナ、日本語吹き替え版 - 不明
ブランドン・ベスト
声 - エリック・T・ミラー、日本語吹き替え版 - 木村良平
セバスチャン・ウォーン
声 - マイケル・ローレンス、日本語吹き替え版 - 不明
ジョアンナ・フォージ
声 - エリザベス・フランシス、日本語吹き替え版 - 不明
超人ハルク
声 - ブレイク・モリス、日本語吹き替え版 - 不明

### エピソード
- 第1話 廃墟となった世界の記録（Record of a Fallen World）
- 第2話 ウェイストランズ（The Wastelands）
- 第3話 怒れる農夫（Blood Farmer）
- 第4話 ディアー・オン・スピア（Deer on a Spear）
- 第5話 ヘブン･アンド･ヘルファイア（Heaven and Hellfire）
- 第6話 信頼を得る試練（Trust Exercise）
- 第7話 火がついて（Catching Fire）
- 第8話 ブラック・ボルテックスのありか（Buried）
- 第9話 クレイブンの狩り（Kraven's Hunt）
- 第10話 夜明けとドゥーム（Dawn and Doom）

## ホークアイ

### キャスト
クリント・バートン / ホークアイ
声 - ステファン・ラング、日本語吹き替え版 - 鳥海浩輔
ナターシャ・アッシュ・ムース / キング・ゼモ三世
声 - サーシャ・レーン、日本語吹き替え版 - ファイルーズあい
マックス
声 - ジェス・バーバガーロ、日本語吹き替え版 - 島田愛野
ボビー・ムース / モッキンバード
声 - マイケル・ハード、日本語吹き替え版 - 甲斐田裕子
フレッド・デューク・ジュニア
声 - ボビー・モレノ、日本語吹き替え版 - 西健亮
リングマスター
声 - ジョー・モートン、日本語吹き替え版 - 東和良
ケイト・ビショップ / ホークアイ
声 - トレイシー・ソームズ、日本語吹き替え版 - 朴璐美
レイヴン / ミスティーク
声 - リー・デラリア、日本語吹き替え版 - 八巻アンナ
ピーロ
声 - シュラー・ヘンスリー、日本語吹き替え版 - 不明
ジェンキンス / ビートル
声 - ロン・カナダ、日本語吹き替え版 - 不明
フレッド・デューク・Sr. / ブロブ
声 - ジム・コンロイ、日本語吹き替え版 - 不明
カーラ・ソーフェン / ムーンストーン
声 - クリスティン・C、日本語吹き替え版 - 不明
キング・ゼモ
声 - ジェームズ・サイトウ、日本語吹き替え版 - 不明

### エピソード
- 第1話 スター・アトラクション（Star Attraction）
- 第2話 タロットのお告げ（Cards Up）
- 第3話 消えた学校（School's Out）
- 第4話 トリックショット（Trick Shot）
- 第5話 失われた信頼（Leap of Faith）
- 第6話 核心（Straight to the Heart）
- 第7話 2つの墓（Two Graves）
- 第8話 不意打ち（Shot in the Back）
- 第9話 標的（Bullseye）
- 第10話 理性なき正義（Justice is Blind）

## ブラックウィドウ

### キャスト
ナタリア・ロマノヴァ/ブラック・ウィドウ（ヘレン・ブラック）
声 - スーザン・サランドン、日本語吹き替え版 - 斉藤由貴
エレーナ・ベロワ/ブラック・ウィドウ（サマンサ・シュガーマン）
声 - エヴァ・アムリ、日本語吹き替え版 - たなか久美
マルコ・マルマラート
声 - マイケル・ボックスライトナー、日本語吹き替え版 - 不明
ジョーダン・テンプル
声 - ネイト・コードリー、日本語吹き替え版 - 下野紘
ジュディ・スターク/ジュディ・クラッツ
声 - アンバー・グレイ、日本語吹き替え版 - 佐古真弓
キム
声 - メリッサ・ギルバート、日本語吹き替え版 - 折井あゆみ
リサ・カートライト
声 - チェイステン・ハーモン、日本語吹き替え版 - 諸星すみれ
スタンリー・ペトロネラ
マイケル・インペリオリ、日本語吹き替え版 - 関口雄吾
ハンク・ハモンド
声 - ジャスティン・カーク、日本語吹き替え版 - 赤城進
ドクター・ブライアン・ミズノ
声 - アラン・ムラオカ、日本語吹き替え版 - 西村健志
クリスピン・バージュ
声 - ウィル・ヤノウィッツ、日本語吹き替え版 - 赤坂柾之
タピー・バージュ
声 - モーガン・フェアチャイルド、日本語吹き替え版 - 不明
ジャービス
声 - デビッド・ケイル、日本語吹き替え版 - 不明

### エピソード
- 第1話 ヒューストン、不審人物を発見（Houston, We Have a Spider）
- 第2話 徹底的に探れ（You See More）
- 第3話 秘められた真意（Subtext）
- 第4話 ライバル（By the Way）
- 第5話 直談判（I Thought About Letting Her Know）
- 第6話 心の傷（A Very Melancholy Answer）
- 第7話 汝自身を知れ（Temet Nosce）
- 第8話 ボーナス（Bonus）
- 第9話 余興（The Entertainment）
- 第10話 それぞれの未来（The Future is Mysterious）

## ウルヴァリン

### キャスト
ウルヴァリン / ローガン
声 - ロバート・パトリック、日本語吹き替え版 - 大塚明夫
キティ・プライド
声 - アシュリー・アトキンソン、日本語吹き替え版 - 平野綾
レッド・スカル
声 - レイチェル・クロウル、日本語吹き替え版 - 小野寺悠貴
ソフィア
声 - イザベラ・フェレイラ、日本語吹き替え版 - 宮本侑芽
レイチェル・サマーズ
声 - ジェニファー・イケダ、日本語吹き替え版 - 桜坂美穂
ジャスティン
声 - ジャスティン・H・ミン、日本語吹き替え版 - 峯田大夢
ケビン
声 - カール・タルト、日本語吹き替え版 - 坂田明寛
プロフェッサーX
声 - クラーク・ピーターズ、日本語吹き替え版 - 土師孝也
サイクロプス
声 - ダニエル・サンジャタ、日本語吹き替え版 - 高橋良輔
ビリー
声 - チャーリー・ポロック、日本語吹き替え版 - 西森千豊
ジーン・グレイ
声 - シェリース・ブース、日本語吹き替え版 - 飯田里穂
クロス・ボーンズ
声 - ジェレ・バーンズ、日本語吹き替え版 - 虎島貴明
セイバートゥース
声 - ルーサー・クリーク、日本語吹き替え版 - 武蔵真之介
キャプテン・アメリカ
声 - クレイグ・ビアーコ、日本語吹き替え版 - 不明
バッキー・バーンズ
声 - マイケル・ペリルスタイン、日本語吹き替え版 - 不明
オグーン
声 - ジョエル・デ・ラ・フエンテ、日本語吹き替え版 - 不明

### エピソード
- 第1話 プロフェッサー・ローガン（Professor Logan）
- 第2話 原点（Back to One）
- 第3話 孤独（On My Own）
- 第4話 執念（Inakzeptabel）
- 第5話 信頼（Trust Me）
- 第6話 自由の国（Land of the Free）
- 第7話 恐れ（Shock and Awe）
- 第8話 記憶の向こう側（The Other Side）
- 第9話 心の傷（Awfully Sentimental）
- 第10話 あなたが残していったもの（All That You Leave Behind）

## ドゥーム

### キャスト
ドクター・ドゥーム
声 - ディラン・ベイカー、日本語吹き替え版 - 子安武人
超人ハルク
声 - ダニー・バースタイン、日本語吹き替え版 - 武田太一
キングピン
声 - キース・デイヴィッド、日本語吹き替え版 - いとうさとる
クロウ
声 - ジョン・ホークス、日本語吹き替え版 - 田邉安彦
シー・ハルク
声 - クリステン・ジョンストン、日本語吹き替え版 - 坂本悠里
ジョニー・クレイモア
声 - イライジャ・ジョーンズ、日本語吹き替え版 - 宮崎遊
ヴァレリア・リチャーズ
声 - レベッカ・ナオミ・ジョーンズ、日本語吹き替え版 - 瀬戸麻沙美
サンドマン
声 - ハミッシュ・リンクレイター、日本語吹き替え版 - 江頭宏哉
コーラー
声 - ナディーン・マルーフ、日本語吹き替え版 - 青木瑠璃子
マクシマス・ザ・マッド
声 - ルーク・カービー、日本語吹き替え版 - 石黒史剛
マッド・シンカー
声 - ラリー・ヤンド、日本語吹き替え版 - 峰健一
ブランドン・ベスト
声 - エリック・T・ミラー、日本語吹き替え版 - 不明
ドク・サムソン
声 - スティーヴン・リシャード、日本語吹き替え版 - 不明
アマデウス・チョー
声 - デビッド・シー、日本語吹き替え版 - 不明

### エピソード
- 第1話 バーに現れた天才（A Superhero Walks into a Bar）
- 第2話 1人だけのファンタスティックフォー（A Fantastic Four）
- 第3話 仮面の下の素顔（Mask-less）
- 第4話 相殺的干渉（Destructive Interference）
- 第5話 自白剤（Truth Serum）
- 第6話 砂嵐（Thunder Sandstorm）
- 第7話 ネガティブ･ゾーンのキング（King of the Negative Zone）
- 第8話 ティーショット（Tee Off）
- 第9話 怒り（Getting Angry）
- 第10話 私は神（I Am a God）

## Marvel's ウェイストランダーズ: シーズン6/最終章

### キャスト
ドクター・ドゥーム
声 - ディラン・ベイカー、日本語吹き替え版 - 子安武人
ピーター・クイル / スター・ロード
声 - ティモシー・バスフィールド、日本語吹き替え版 - 古田新太
クリント・バートン / ホークアイ
声 - スティーヴン・ラング、日本語吹き替え版 - 鳥海浩輔
ウルヴァリン
声 - ロバート・パトリック、日本語吹き替え版 - 大塚明夫
ナタリア・ロマノヴァ/ブラック・ウィドウ
声 - スーザン・サランドン、日本語吹き替え版 - 斉藤由貴
エレーナ・ベロワ/ブラック・ウィドウ
声 - エヴァ・アムリ、日本語吹き替え版 - たなか久美
キャプテン・アメリカ
声 - クレイグ・ビアーコ、日本語吹き替え版 - 吉田和生
ジーン・グレイ
声 - シェリース・ブース、日本語吹き替え版 - 飯田里穂
ジュディ・スターク
声 - アンバー・グレイ、日本語吹き替え版 - 佐古真弓
スーパーアダプトイド
声 - ダニエル・ジェンキンス、日本語吹き替え版 - 長野伸二
ヴァレリア・リチャーズ
声 - レベッカ・ナオミ・ジョーンズ、日本語吹き替え版 - 瀬戸麻沙美
コーラー
声 - ナディーン・マルーフ、日本語吹き替え版 - 青木瑠璃子
アイアンマン
声 - ダニー・マッカーシー、日本語吹き替え版 - 野坂尚也
リード・リチャーズ/ミスター・ファンタスティック
声 - ジェームズ・ヴィンセント・メレディス、日本語吹き替え版 - 浅科准平
フランクリン・リチャーズ
声 - ジェイデン・マイケル、日本語吹き替え版 - 前野智昭
プロフェッサーX
声 - クラーク・ピーターズ、日本語吹き替え版 - 土師孝也
バロン・ゼモ
声 - ジェームズ・サイトウ、日本語吹き替え版 - 青山穣
ケイト・ビショップ/ホークアイ
声 - トレイシー・トムズ、日本語吹き替え版 - 朴璐美
マッド・シンカー
声 - ラリー・ヤンド、日本語吹き替え版 - 峰健一
ホフマン中尉
声 - トム・セスマ、日本語吹き替え版 - 不明
ジョーンズ
声 - リズ・シャープ、日本語吹き替え版 - 不明
ゼルダ
声 - メアリー・ホリス・インボーデン、日本語吹き替え版 - 能登有沙
マグニートー
声 - ラミズ・モンセフ、日本語吹き替え版 - 平林剛
ジャーヴィス
声 - デビッド・ケイル、日本語吹き替え版 - 上田燿司
ヒューマン・トーチ
声 - ゲイブ・ルイス、日本語吹き替え版 - 野田てつろう
シング
声 - トム・セスマ、日本語吹き替え版 - 藤原聖侑
インビジブル・ウーマン
声 - ジーナ・ダニエルズ、日本語吹き替え版 - 熊谷海麗
レッカー
声 - リッチー・ナッシュ、日本語吹き替え版 - 佐久間元輝
グルート
声 - ラミズ・モンセフ、日本語吹き替え版 - 齋藤響
ロケット・ラクーン
声 - クリス・エリオット、日本語吹き替え版 - 多田野曜平
リングマスター
声 - ジョー・モートン、日本語吹き替え版 - 東和良
エレベーターの音声
声 - メリッサ・ギルバート、日本語吹き替え版 - 不明
ナレーター
声 - ジェフ・ペリー、日本語吹き替え版 - 松川裕輝

### エピソード
- 第1話 終末への行進（Marching Towards the End of the World）
- 第2話 虚構の世界へ（Road to Nowhere）
- 第3話 かつてのヒーロー（Heroes of Old）
- 第4話 驚き（Marvels）
- 第5話 懐かしき場所（The Old Familiar Places）
- 第6話 アッセンブル（Assembled）
- 第7話 亀裂（Fractured）
- 第8話 粉砕（Shattered）
- 第9話 集中砲火（Crossfire）
- 第10話 究極のパワー（Ultimate Power）